# Leszek Pękalski

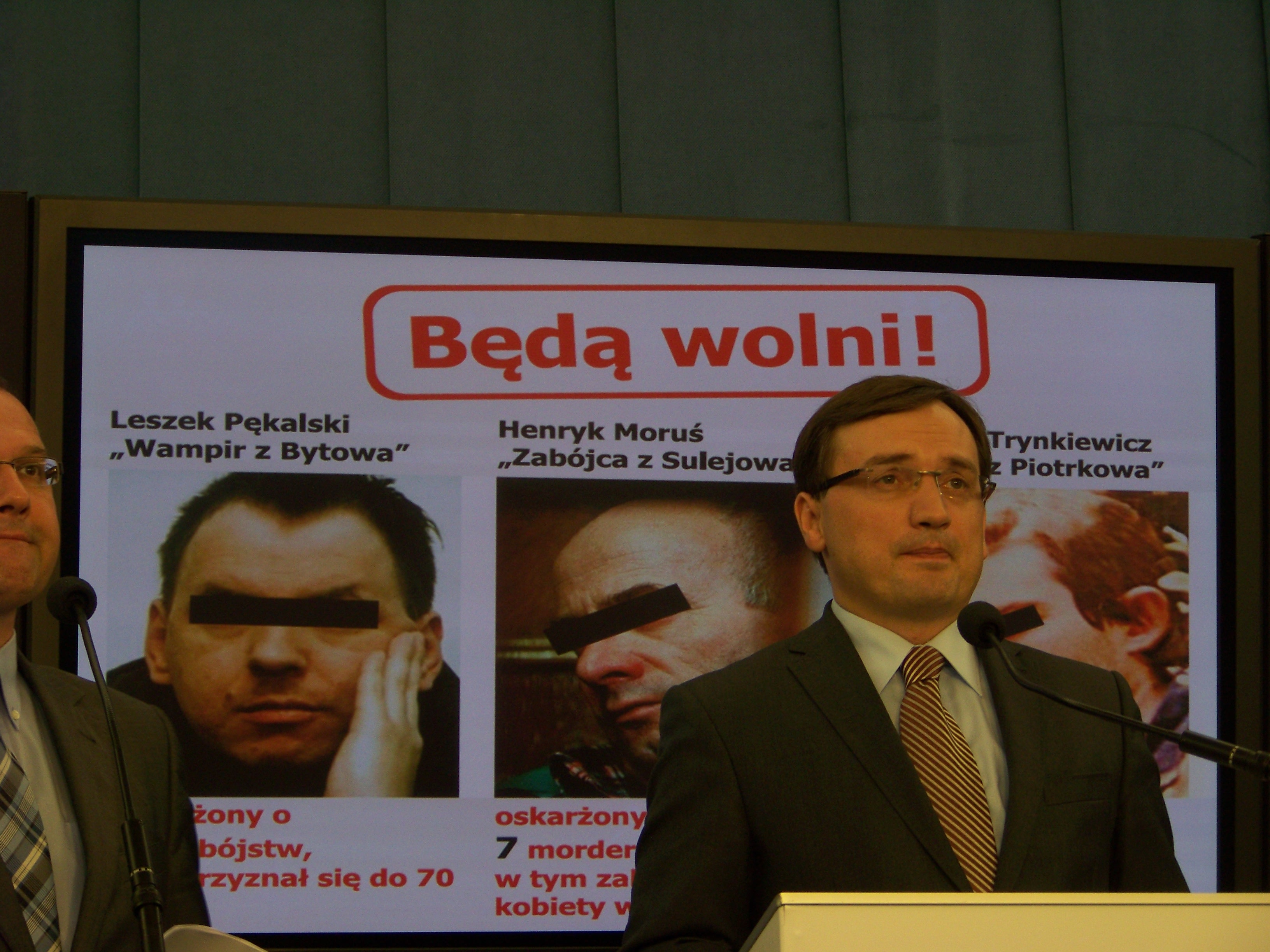
Zbigniew Ziobro na tiskové konferenci

Leszek Jacek Pękalski (* 12. února 1966, Osieki u Bytów) je polský sériový vrah, který mezi lety 1984 a 1992 zabil nejméně 17, možná až 80 lidí.

## Dětství
Pękalski byl počat při znásilnění. Jeho matka, která žila na malém městečku, tím byla prakticky zničena a od prvního dne ho odmítala. Pękalski byl od dětství hrubě zneužíván jak svoji matkou, tak babičkou a nikdy nepoznal žádnou formu lásky.
Ve škole byl považován za výstředního, s nikým si nic nezačínal. Dívky ho považovaly za směšného a vždy ho odmítaly, protože jim přišel odpudivý.
Citát z knihy Nur für Schokolade: „Als mir damals meine Grossmutter meine Hände auf die heisse Herdplatte legte, wusste ich, dass das Leben nicht leicht werden würde…“. („Když mi tenkrát moje babička dala ruce na rozpálenou pánev, věděl jsem, že život nebude snadný…“).

## Čas vražd
Mezi lety 1984 až 1992 Pękalski bezcílně cestoval po Polsku a žil jako bezdomovec z odpadků a žebroty. V této době se údajně dopustil několika vražd. Oběti si vybíral náhodně: bylo mezi nimi mnoho mladých dívek a mužů, 87letý stařec i půlroční dítě. Jeho vraždy byly údajně spáchány s extrémní krutostí. Většina byla ubita tupými předměty tak, že identifikace byla velmi obtížná. Poté se na nich měl sexuálně ukájet anebo nad nimi masturbovat.

## Proces
Pękalski byl odhalen, když jeho příbuzný zjistil, že má doupě plné oblečení svých obětí. Pękalski se přiznal k několika vraždám. Vyšetřovatelé byli co se týče důkazů a evidence velmi neopatrní, protože pachatel se k případům jednoduše snadno přiznával. Brzy se nicméně ukázalo, že přiznání k dalším vraždám mohl koupit ve vyšetřovací vazbě. Za čokoládu a pornočasopisy odhaloval stále nové zločiny, některých se částečně zřekl, aby je za novou odměnu mohl znovu použít. Čím více se blížil proces, tím více věcí popíral, až nakonec zapřel vše. Vzhledem k tomu, že se skoro všechny důkazy ztratily, hrozilo zrušení procesu. Jednu vraždu mu ale vyšetřovatelé mohli prokázat, protože se našel svědek, který ho identifikoval. Pękalski byl 9. prosince 1996 odsouzen k trestu odnětí svobody na 25 let, po propuštění byl umístěn do ústavu, kde jsou izolování pachatelé podobných zločinů.

## Počet obětí
Počet obětí, které Pękalski při vyšetřování přiznal, je asi 80. Těchto 80 doznání obsahovalo informace, které mohl znát pouze vrah. Mezi těmito jsou i přiznání k vraždám, u nichž nebylo prokázáno, že byly spáchány. Počet vražd, které mu byly přičítány vyšetřujícími orgány, je mnohem vyšší. Nicméně je potřeba uvést, že během vyšetřování bylo skoro každé nevysvětlené úmrtí připisováno Pękalskému. V sedmnácti případech bylo pro jeho obvinění důvodné podezření.